# ۶۰۹۷ کویشیکاوا
سیارک ۶۰۹۷ (به انگلیسی: 6097 Koishikawa، نامگذاری:1991UK2) شش هزار و نود و هفتمین سیارک کشف شده‌است که در ۲۹ اکتبر ۱۹۹۱ کشف شد.
قدر مطلق سیارک برابر ۱۲٫۹۰ است.